# Bravski Vaganac
Bravski Vaganac es un pueblo ubicado en el municipio de Bosanski Petrovac, en el cantón de Una-Sana, Bosnia y Herzegovina.

## Superficie
Posee una superficie de 18,79 kilómetros cuadrados.

## Demografía
Hasta 2013 la población era de 16 habitantes, con una densidad de población de 0,9 habitantes por kilómetro cuadrado.